# Переудін Віктор Михайлович
Віктор Михайлович Переудін (14 серпня 1923, місто П'ятигорськ, тепер Ставропольського краю, Російська Федерація — 12 грудня 2001, місто Москва) — радянський діяч, 2-й секретар ЦК КП Туркменії. Кандидат у члени Бюро ЦК КП Туркменії в 1971—1972 роках. Член Бюро ЦК КП Туркменії в 1972—1980 роках. Кандидат у члени ЦК КПРС у 1976—1981 роках. Депутат Верховної ради Туркменської РСР 8—10-го скликань. Депутат Верховної Ради СРСР 10-го скликання.

## Життєпис
У березні 1942 року призваний до Червоної армії Керкінським міським військкоматом Чарджоуської області Туркменської РСР.
У 1942—1947 роках — у Червоній армії, учасник німецько-радянської війни. Служив розвідником, радистом 449-ї окремої розвідувальної роти 389-ї стрілецької дивізії 22-го стрілецького корпусу Північно-Кавказького фронту.
Член ВКП(б) з 1945 року.
У 1947—1950 роках — на комсомольській роботі в Туркменській РСР.
У 1955—1960 роках — в ЦК КП Туркменії.
У 1959 році закінчив заочно Вищу партійну школу при ЦК КПРС.
У 1961—1962 роках — в ЦК КП Туркменії.
У 1963—1965 роках — інспектор Середньоазіатського бюро ЦК КПРС.
У 1965—1967 роках — заступник завідувача відділу організаційно-партійної роботи ЦК КП Туркменії.
У травні 1967 — серпні 1972 року — завідувач відділу організаційно-партійної роботи ЦК КП Туркменії.
30 серпня 1972 — 17 травня 1975 року — голова Комітету народного контролю Туркменської РСР.
14 квітня 1975 — 20 грудня 1980 року — 2-й секретар ЦК КП Туркменії.
У грудні 1980 — 1989 року — член Комітету партійного контролю при ЦК КПРС у Москві.
З 1989 року — персональний пенсіонер союзного значення в Москві.
Помер 12 грудня 2001 року в Москві. Похований на Домодєдовському цвинтарі.

## Нагороди і звання
- орден Жовтневої Революції (1976)
- орден Вітчизняної війни І ст. (7.10.1944)
- орден Вітчизняної війни ІІ ст. (6.04.1985)
- орден Трудового Червоного Прапора (12.08.1983)
- орден Червоної Зірки (17.09.1944)
- медаль «За трудову відзнаку»
- медаль «За відвагу» (15.10.1943)
- медаль «За визволення Праги» (1945)
- медаль «За взяття Берліна» (1945)
- медаль «За перемогу над Німеччиною у Великій Вітчизняній війні 1941—1945 рр.» (1945)